# 勞斯萊斯梅林引擎
罗尔斯·罗伊斯梅林引擎（英語：Rolls-Royce Merlin，也有中文错误翻译为“劳斯莱斯引擎”）通稱梅林发动机、灰背隼发动机，是英国罗尔斯·罗伊斯股份有限公司于20世纪30年代初开发的液冷活塞V12航空发动机，1933年首次推出，初名PV-12，1936年改进完成后搭载于巴特尔轰炸机、飓风战斗机、喷火战斗机及兰开斯特轰炸机，是第二次世界大战期间最成功的发动机之一。